# 阿穆尔总督

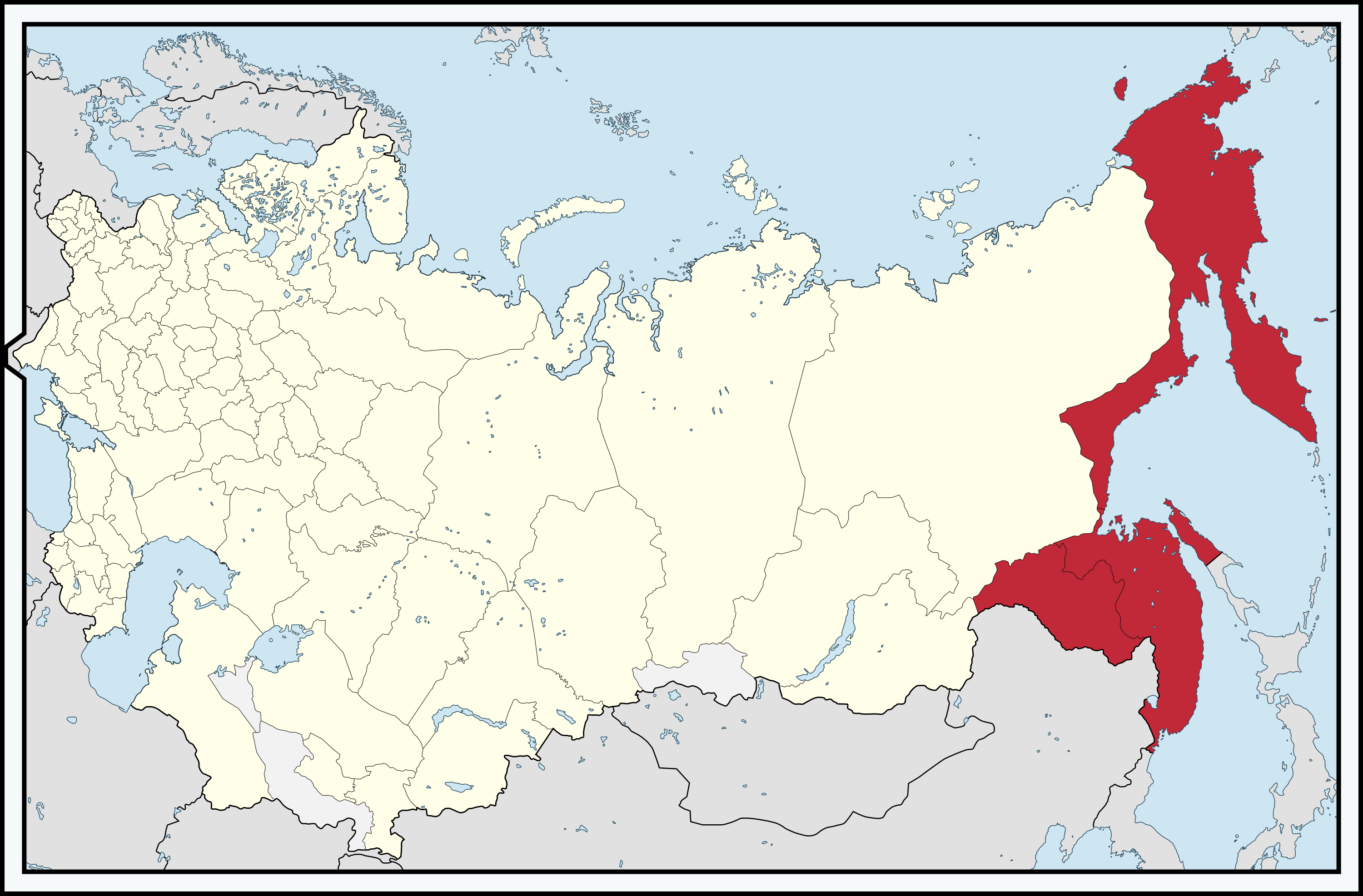
1909年後的阿穆爾總督區

阿穆尔总督区（Приамурское генерал-губернаторство）是俄罗斯帝国的一个大型军事行政单位，於1884年設立。其範圍包括 庫頁島（薩哈林島）及三個州：濱海邊疆州、阿穆爾州和外貝加爾州。

## 历史
1884年6月6日东西伯利亚总督区一分为二：成立阿穆尔总督区和伊尔库茨克总督区。行政上，阿穆尔总督府与当时的阿穆尔边疆区管辖区一致。面积2,570,756 平方俄里。军事上，与阿穆尔军区一致。人口1,031,364人。行政机构驻哈巴罗夫斯克。下辖：
- 以布拉戈维申斯克为首府的阿穆尔州
- 以赤塔为首府的外贝加尔州。1906年3月17日外贝加尔州划归伊尔库茨克总督府管辖。
- 濱海邊疆州，自1884年6月6日起以尼古拉耶夫为首府，自1890年8月起符拉迪沃斯托克为首府
- 符拉迪沃斯托克军事总督府（俄语：Владивостокское военное губернаторство）：1888年废除。
- 1909年成立堪察加州，首府彼得罗巴甫洛夫斯克市（现堪察加彼得巴甫洛夫斯克）

1904年日俄战争爆发。1907年签订了第一次《日俄协定》（公开）和《日俄密约》，确定了日俄各自势力范围。密约成立后，“俄人图蒙之心，进行日亟，赴内外蒙旗托言游历，阴作侦探者尤伙”。派进内外蒙的间谍，以“探险队”、“考察队”为名搜集情报，绘制地图。阿穆尔总督迪安·伊万诺维奇·苏博蒂奇在《俄国在远东的任务》一书中表示应该直接占领东北北半部。1910年“考察”回国的索波列夫主张“蒙古应从中国的掌握下夺过来”。为此，沙俄公开在哲里木盟蒙古王公喇嘛中搜罗组织“别动队”。1908年喀喇沁右翼旗辅国公伯颜帖木林·海山在哈尔滨经沙俄训练后送进外蒙。郭尔罗斯前旗台吉陶什陶起兵反清失败后于1910年投俄，“俄国疆吏即授以陆军少尉之职”。1911年中国爆发了辛亥革命，沙皇尼古拉二世认为吞并外蒙搞乱内蒙的机会已经到来，呼吁“将机会错过”；前陆军大臣库罗巴特金提出了从汗腾格里峰到符拉迪沃斯托克划一条直线的中俄疆界方案，此线以北的蒙古、东北北半部、内蒙哲里木盟、锡林郭勒盟的东部、新疆北部，尽入俄国版图之内，得到了沙皇的赞尝。1912年10月，沙俄政府训令驻华公使朝着“把中国分为几个独立国家”方面努力。俄国国内“利用中国发生革命运动的时机掀起了一个宣传运动，叫嚣占领与俄国接壤的中国的几个省份”。
1917年3月，阿穆尔总督区被废除。

## 历任总督
| 姓名                                     | 职级                                                | 任职时间              |
| ---------------------------------------- | --------------------------------------------------- | --------------------- |
| 安德烈·尼古拉耶维奇·科尔夫               | 男爵，侍从将军，步兵大将 1884年7月14日—1893年2月6日 | 14.07.1884—06.02.1893 |
| 谢尔盖·米哈伊洛维奇·杜霍夫斯科伊         | 中将                                                | 09.03.1893—28.03.1898 |
| 尼古拉·伊万诺维奇·格罗德科夫             | 步兵大将                                            | 28.03.1898—30.08.1902 |
| 迪安·伊万诺维奇·苏博蒂奇                 | 中将                                                | 01.11.1902—30.07.1903 |
| 叶夫根尼·伊万诺维奇·阿列克谢耶夫         | 海军上将、侍从将军                                  | 30.07.1903—12.1904    |
| 罗斯季斯拉夫·亚历山德罗维奇·赫列沙蒂斯基 | 骑兵大将                                            | 02.12.1904—18.11.1905 |
| 帕维尔·费奥多罗维奇·翁特伯格             | 军事工程将军                                        | 18.11.1905—06.12.1910 |
| 尼古拉·利沃维奇·贡达蒂                   | 实任国务委员（四级文官，对应于少将）, 侍从武官      | 29.01.1911—1917.3     |